# James S. Albus

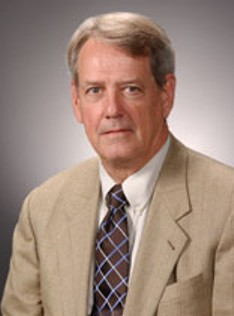
El autor en el año 2000

James Sacra Albus (4 de mayo de 1935 - 17 de abril de 2011) fue un ingeniero estadounidense, fundador y exjefe de la División de Sistemas Inteligentes del Laboratorio de Ingeniería de Fabricación en el Instituto Nacional de Estándares y Tecnología (NIST).
Albus hizo contribuciones a la robótica del cerebelo, el desarrollo de un sistema de manipulación a dos manos conocido como el Robocrane, co-inventor de la arquitectura robótica Real-Time Control System (RCS), que evolucionó a 4d/RCS.
En el campo de la economía propuso "El capitalismo de los Pueblos". La visión de Albus incluye lo siguiente: un mundo sin pobreza, un mundo de prosperidad, un mundo de oportunidades, un mundo sin contaminación, un mundo sin guerra, e incluye un plan detallado para la consecución de estos objetivos.

## Algunas publicaciones
Albus publicó más de 150 artículos científicos, en revistas, estudios gubernamentales sobre sistemas inteligentes y de robótica, y autor o coautor de seis textos:
- 1976. Peoples’ Capitalism: The Economics of the Robot Revolution. New World Books. ISBN 0-917480-01-5
- 1981. Brains, Behavior, and Robotics. Byte/McGraw-Hill.  ISBN 0-07-000975-9
- 2001. Engineering of Mind: An Introduction to the Science of Intelligent Systems. Wiley. ISBN 0-471-43854-5
- 2001. The RCS Handbook: Tools for Real-Time Control Systems Software Development. Wiley. ISBN 0-471-43565-1
- 2002. Intelligent Systems: Architecture, Design, and Control. Wiley. ISBN 0-471-19374-7
- 2011. Path To A Better World: A Plan for Prosperity, Opportunity, and Economic Justice. iUniverse. ISBN 978-1462035328